# Рязанское высшее военное командное училище связи
Рязанское высшее военное командное училище связи им. Маршала Советского Союза М. В. Захарова (РВВКУС) — высшее военное учебное заведение, существовавшее с 1941 по 2009 год. Выпускник 1967 года генерал-майор Кобозев Юрий Николаевич награждён орденами 2 и 3 степени «За службу Родине в Вооруженных Силах СССР».

## История
История училища берет своё начало с 22 июля 1941 года, когда приказом НКО было объявлено о формировании Горьковской военной школы радиоспециалистов. Размещалась она в одном из зданий Горьковского кремля. На первом этапе развития, который продолжался до конца Великой Отечественной войны, перед Горьковской военной школой радиоспециалистов ставилась задача в ускоренные сроки готовить для фронта младших специалистов радиосвязи. По программе, рассчитанной на 1—2 месяца, школа готовила для действующей армии квалифицированных радистов, телеграфистов и радиомехаников. По мере совершенствования системы управления и технической оснащенности войск связи назрела необходимость в подготовке качественно новых командных кадров, в том числе технически грамотных радиоспециалистов для обслуживания новых узлов связи. Поэтому в марте 1942 года Горьковская военная школа была переформирована в Горьковскую военную школу повышенного типа по подготовке радиоспециалистов не ниже 2-го класса. Срок обучения курсантов увеличился до 4 месяцев.
6 августа 1944 года за успехи в подготовке специалистов связи для фронта школе от имени Президиума Верховного Совета СССР было вручено Красное Знамя. За период Великой Отечественной войны из стен школы вышло 13 500 радиоспециалистов. Подвигами на полях сражений прославились её выпускники, удостоенные высоких боевых наград.
В августе 1945 года школа была переформирована в Горьковскую школу по подготовке старшин радиоспециалистов. В учебно-воспитательном процессе произошли существенные изменения, обусловленные переходом на программу мирного времени.
Другой качественный этап в развитии училища начался с марта 1948 года. Школа была преобразована в Горьковское военное училище техников связи. Срок обучения увеличился до 3 лет. Поменялись не только организационная структура, но и содержание преподавания технических дисциплин. Курсанты наряду с военными предметами изучали целый комплекс технических дисциплин, что давало им право получать диплом техника соответствующей специальности общесоюзного образца.
Следующей коренной перестройке подвергаются учебный процесс и учебные планы училища в сентябре 1960 года, когда оно было передислоцировано в г. Рязань и переименовано в Рязанское военное училище связи.

Памятник М. В. Захарову

Вид на главный корпус РВВКУС, он же — старейший корпус вуза

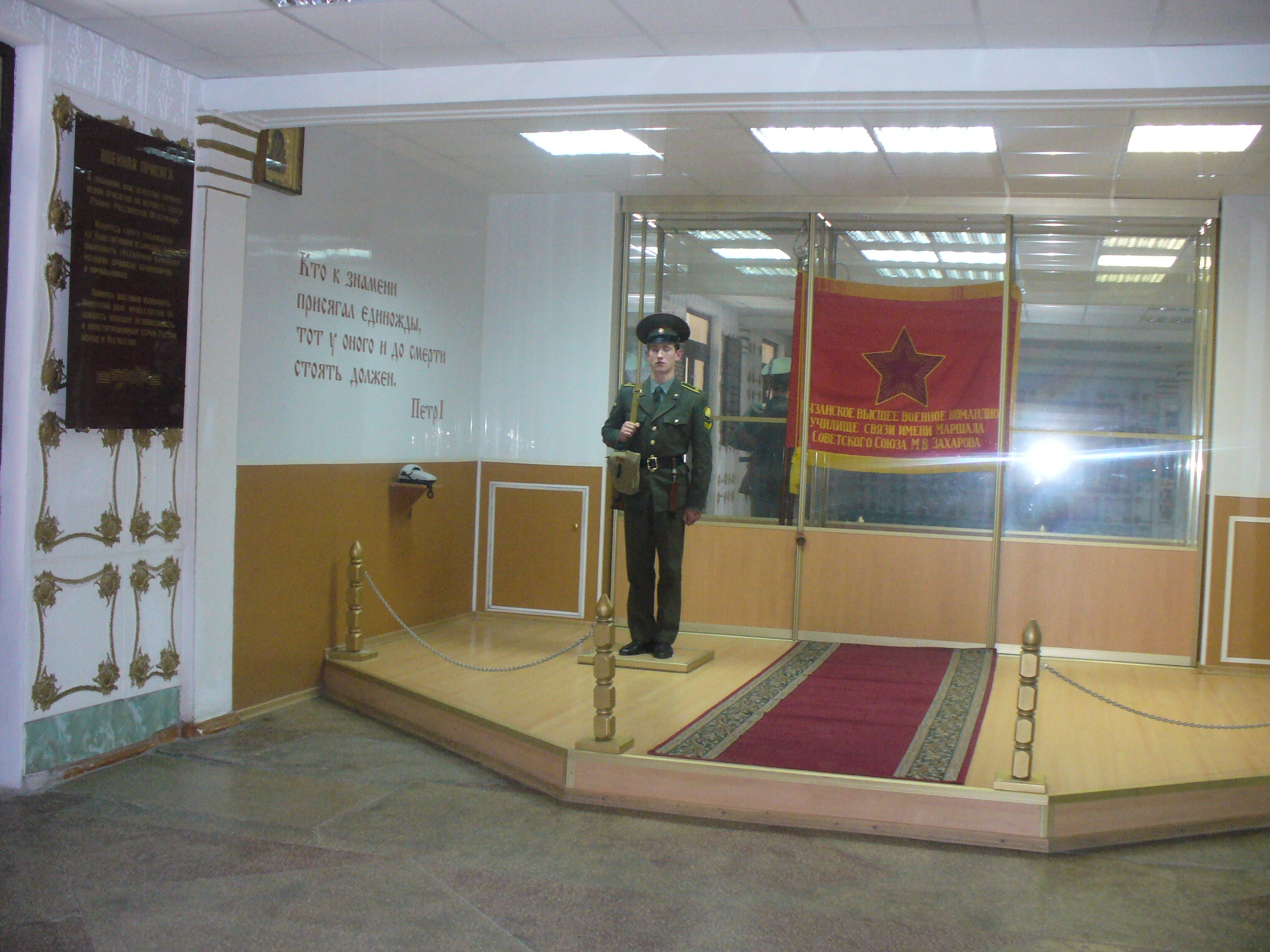
Боевое Знамя Училища

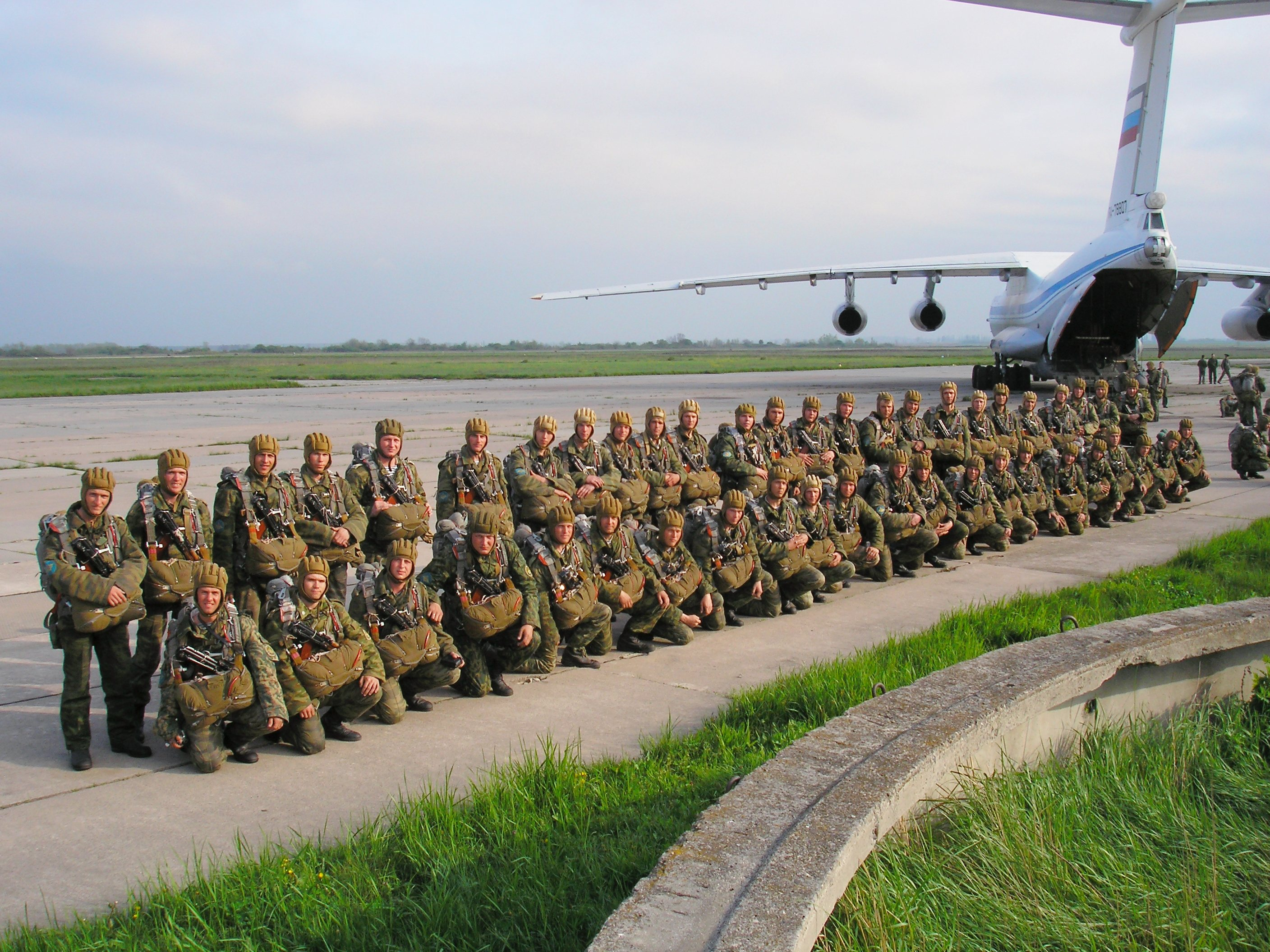
Курсанты РВВКУС перед прыжком с парашютом

Новый учебный год, начавшийся с 20 октября 1960 года, был ознаменован существенным повышением требований к командирским качествам и технической подготовке выпускников военных училищ. Процесс развития Вооруженных Сил, совершенствования техники и вооружения в 1960-е годы стремительно ускорялся. При изменении структуры войск связи особое внимание было обращено на укомплектование их инженерно-техническим составом, поскольку поступившую на вооружение сложную технику могли обслуживать только высококвалифицированные специалисты.
В 1969 году училище было преобразовано в Рязанское высшее командное училище связи.
В 1972 году училищу присвоено имя Маршала Советского Союза Матвея Васильевича Захарова.
27 июля 1976 года училищу вручено Боевое знамя с наименованием «Рязанское высшее военное командное училище связи имени Маршала Советского Союза М. В. Захарова».
С 1994 года училище перешло на 5 летнюю программу обучения.
В 1998 году согласно решению Правительства РФ училище переформировано в Рязанский филиал Военного университета связи.
В 2001 году, отмечая шестидесятую годовщину, училище являлось одним из лучших вузов связи.
В июле 2004 года распоряжением Правительства Российской Федерации на базе Рязанского филиала Военного университета связи создано Рязанское высшее военное командное училище связи (военный институт) имени Маршала Советского Союза М. В. Захарова. В училище была создана учебно-материальная база, оснащенная современными средствами связи и вычислительной техники, позволяющая использовать в учебном процессе современные, в том числе информационные технологии обучения. Офицеры — выпускники училища получали военно-специальное образование, а также диплом инженера государственного образца по специальностям: «Радиосвязь, радиовещание и телевидение» и «Сети связи и системы коммутации». Училище готовило офицеров по специальности «связь в воздушно-десантных войсках», выпускники проходили службу на командных должностях в подразделениях связи ВДВ.
Среди выпускников училища 14 генералов. Выпускник 1965 года генерал-лейтенант В. П. Шарлапов был начальником войск связи Сухопутных войск. Все должности, от командира взвода до начальника связи Вооружённых Сил Российской Федерации — заместителя начальника Генерального штаба, прошёл выпускник 1956 года генерал-полковник О .С. Лисовский.
В 2009 году училище расформировано и в качестве батальона высшего образования (связи) вошло в Рязанское гвардейское высшее воздушно-десантное командное училище.
Курсанты II курса были переведены в Новочеркасское высшее военное командное училище связи (военный институт) (закрыто в 2012 году); III—V курсов — в Военную академию связи имени Маршала Советского Союза С. М. Будённого; курсанты, обучающиеся по специальности «Применение подразделений связи ВДВ» — в РВВДКУ.
6 мая 2011 года было отмечено 70-летие училища. Официально этот день стал последним днем существования РВВКУС.
17 февраля 2021 года была создана Региональная общественная организация Ветеранов и Выпускников РВВКУС.
В этом же году, 7 мая, была отмечена восьмидесятая годовщина РВВКУС.

## Комплекс зданий РВВКУС

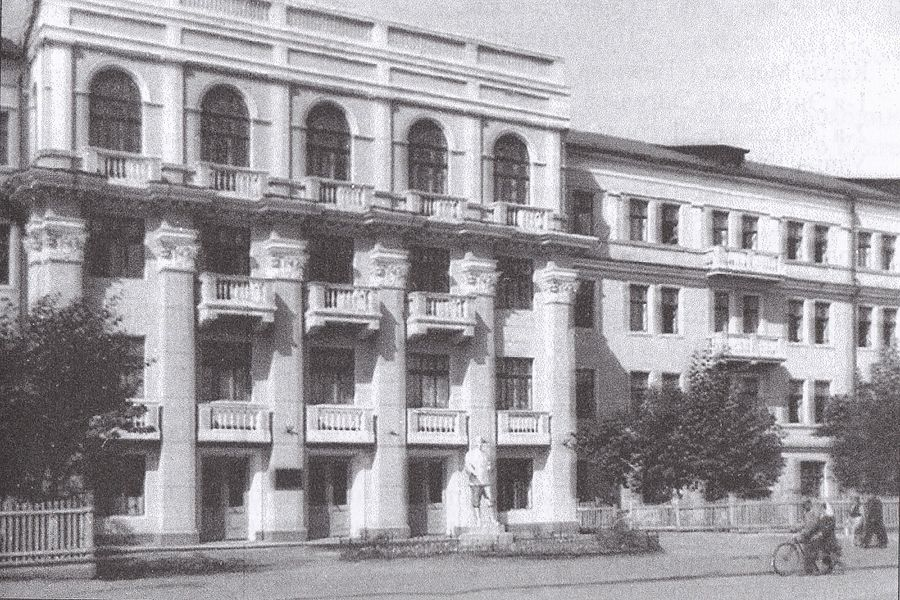
Здание РАУ (после 1960 года — РВВКУС), 1950-е годы.

### История в период существования учебного заведения
До передислокации в Рязань в главном корпусе училища располагалось сформированное в 1936 году и расформированное в 1960 году Рязанское Артиллерийское Училище (РАУ). Изначально РАУ располагалось в здании военного госпиталя (Первомайский проспект, д.25), ближе к началу 1940-х годов для него было построено здание училища на ул. Каширина (тогда называвшаяся ул. Конюшенная).
Свой нынешний вид комплекса зданий училища связи приобретало постепенно — изначально в 1936—1937 гг. было построено историческое здание РВВКУС (главкорпус). Его особенностью было отсутствие на момент создания т. н. пристройки — полноценного крыла здания, в котором располагались актовый зал, медпункт, аптека и учебные классы.
Перед входом стоял памятник И. В. Сталину (предположительно демонтирован после 1956 г.), само Артиллерийское училище не было ограждено забором.
После передислокации Горьковского Военного Училища техников связи в Рязань начинался новый этап в жизни комплекса — в 1960-е годы возводится пристройка к главкорпусу, благодаря чему стало возможным проведение крупных мероприятий в новом актовом зале, появился медпункт, новые учебные аудитории.
В 1970—1980-е гг. возводятся новые 5-этажные корпуса — казармы и учебные классы. Появляется двухэтажная кирпичная столовая у плаца, гараж военной техники, продвещсклад, КПП, спортзал и тир. В связи с появлением новой казармы, совмещённой с учебными аудиториям, потребовалось организовать прямое сообщение с главкорпусом Училища, для чего был построен тоннель между зданиями на уровне второго этажа.
Во второй половине 1980-х было построено 9-этажное здание общежития.
Следующее обновление училища произошло в 2004 году при реорганизации РФВУС в РВВКУС. Главкорпус был отремонтирован и изменён — были убраны все балконы на боковых крыльях переднего фасада здания (остались только в центральной части здания, однако выход на них не разрешался — на балконах располагалось осветительное оборудование, работавшее в тёмное время суток и освещавшее фасад здания), изменено расположение Боевого Знамени Училища внутри здания, соответственно была частично изменена планировка первого этажа здания, а также был проведён внутренний ремонт здания.
Сама территория Училища освещалась большим количеством фонарных столбов.

### Закрытие училища, перепрофилирование, приватизация, запустение
До 2011 года комплекс зданий бывшего РВВКУС находился в ведомости Министерства Обороны РФ. 16 июня 2011 года по соглашению и по инициативе правительства Рязанской области, Минобороны получило в свою собственность ДКД «Юбилейный», расположенный в Анапе — в свою очередь Рязанская область получила комплекс зданий училища.
В главном корпусе планировалось разместить все органы исполнительной власти региона (т. н. Дом правительства), о чём говорилось в государственной программе Рязанской области «Социальное развитие населённых пунктов в 2014-2016 годах». Однако в 2015-2016 году правительство области отказалось от этих планов и выставило комплекс зданий под приватизацию. 16 февраля 2016 года министр имущественных и земельных отношений Рязанской области Михаил Майоров попытался объяснить приватизацию комплекса зданий бывшего училища связи:
В условиях кризиса тратить бюджетные деньги на то, чтобы ремонтировать и переводить в комплекс на улице Каширина правительственные и муниципальные структуры – неэффективно и неправильно. Поэтому было принято решение внести эти объекты в план приватизации.Михаил Майоров, министр имущественных и земельных отношений Рязанской области, https://novgaz-rzn.ru/nomer18022016_06/2520.html

Состояние зданий бывшего училища связи также показывает отношение собственников к недвижимости — до 2012 года территория РВВКУС и сами здания поддерживались в порядке, хотя уже к тому моменту Минобороны вывезло из бывшего Училища практически всю мебель, оборудование и часть облицовочных и декоративных материалов. С 2012 года территория училища стала приходить в упадок — территория не чистилась и не убиралась, здания не ремонтировались, а порой и намеренно разрушались с целью демонтажа металлоконструкций, электрокабелей и других оставшихся коммуникаций. Также пострадало внутренне убранство здания — из-за не ухода и целенаправленного вандализма, из здания выли вынесены облицовочные материалы аудиторий; вандалы испортили часть стен—- обрушили на пол стенды, в которых рассказывалась история развития войск связи, учебные стенды и т.п, испортили некоторые стены нанесением на них граффити. Также были демонтированы и вывезены практически все металлоконструкции (турники; часть фонарных столбов; вышки; информационные и агитационные стенды — как находившихся на асфальте, так и на фасаде зданий; стела с гербом и т. п.). Всё это в конечном счёте привело к удручающему состоянию комплекса бывшего РВВКУС.

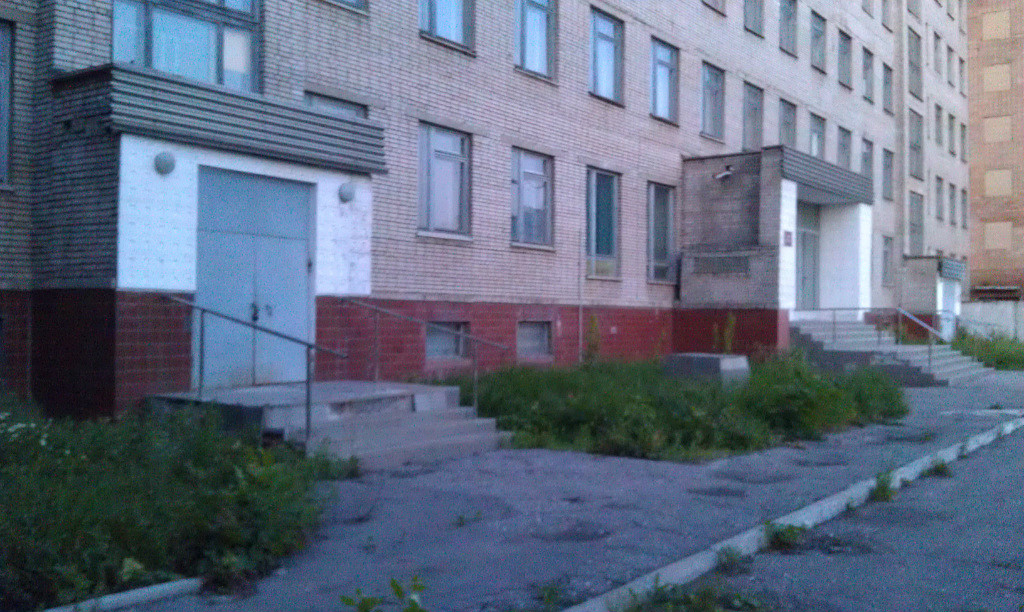
Вход в учебный корпус №2 (центральное крыльцо после 2016 года разобрано)
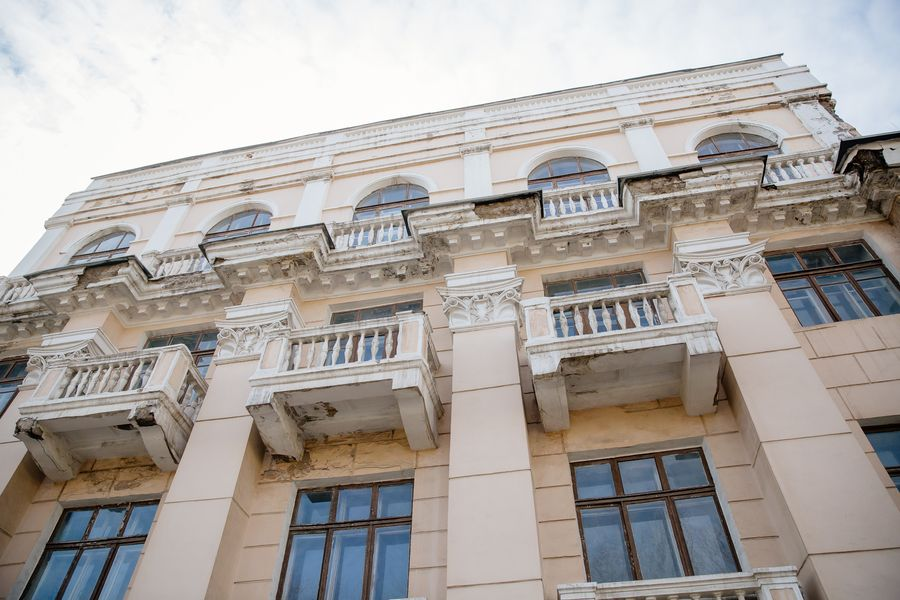
Фасад главкорпуса РВВКУС
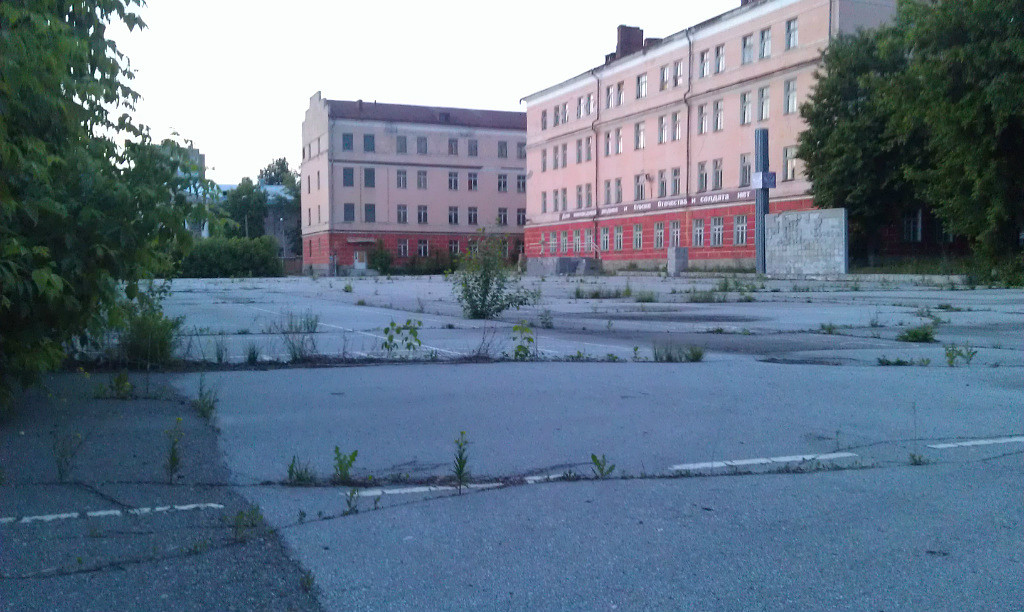
Плац сзади главкорпуса РВВКУС (ныне - парковка)
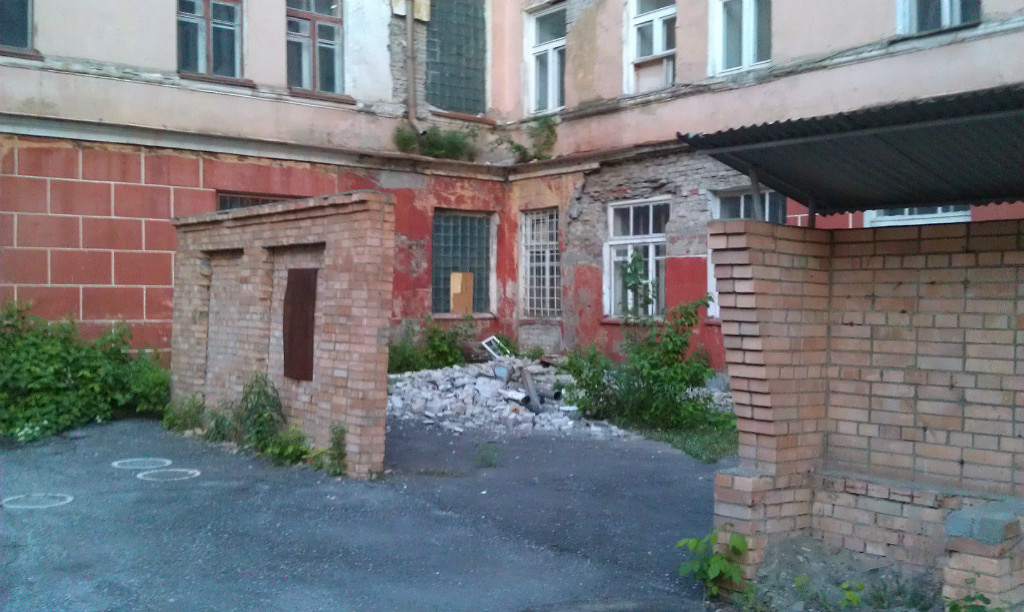
Во дворе главкорпуса РВВКУС
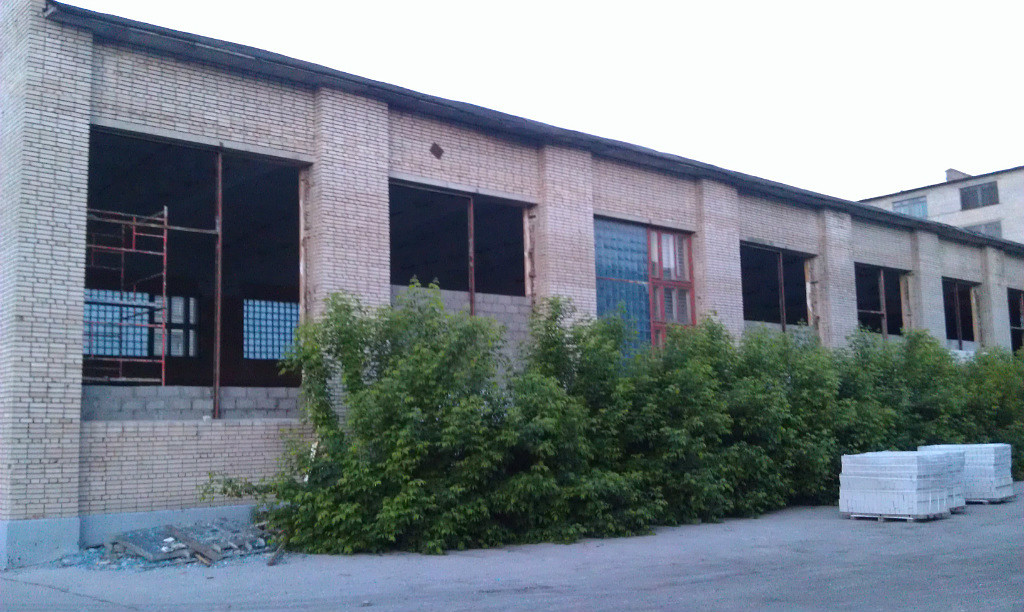
Заброшенный спортзал
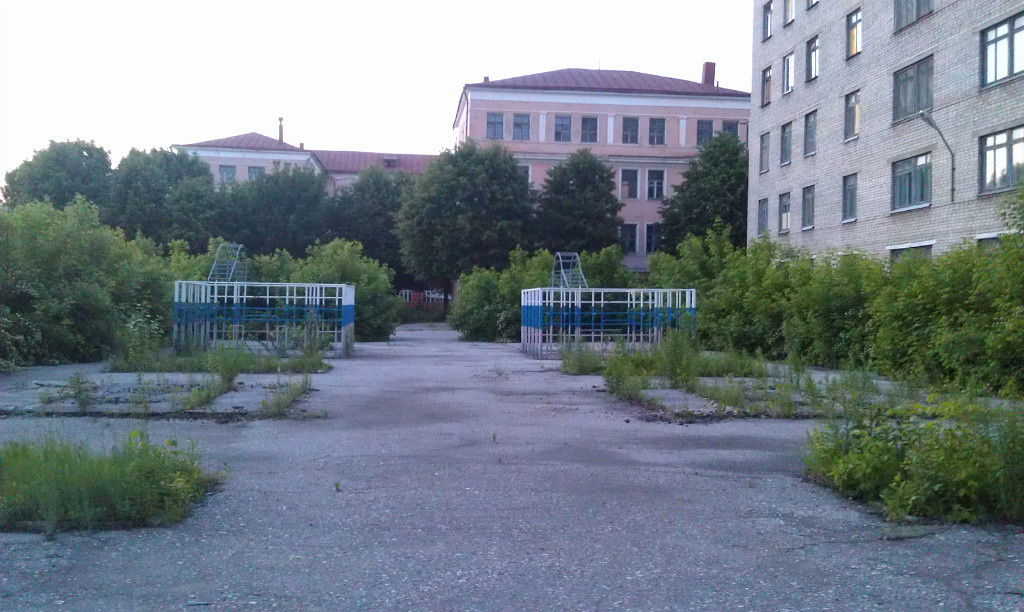
Двор с турниками (после 2016 года - парковка)
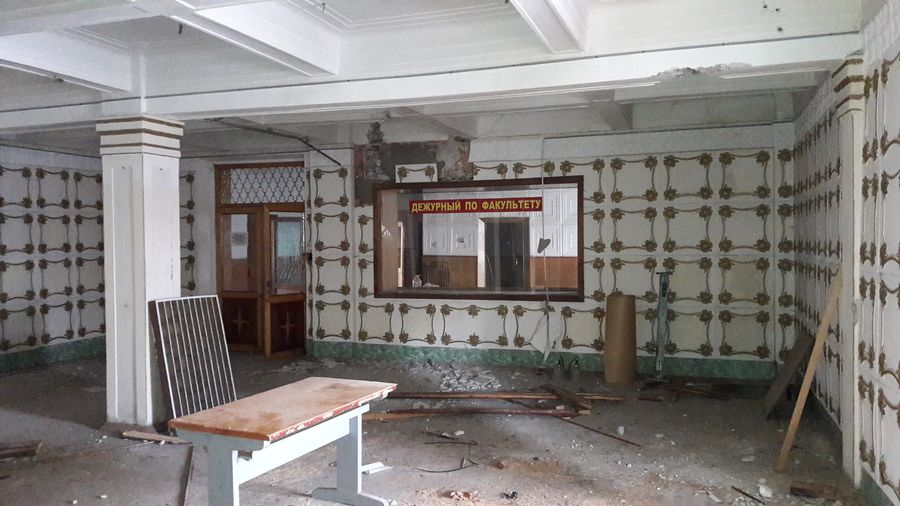
Фойе с центрального входа главкорпуса РВВКУС
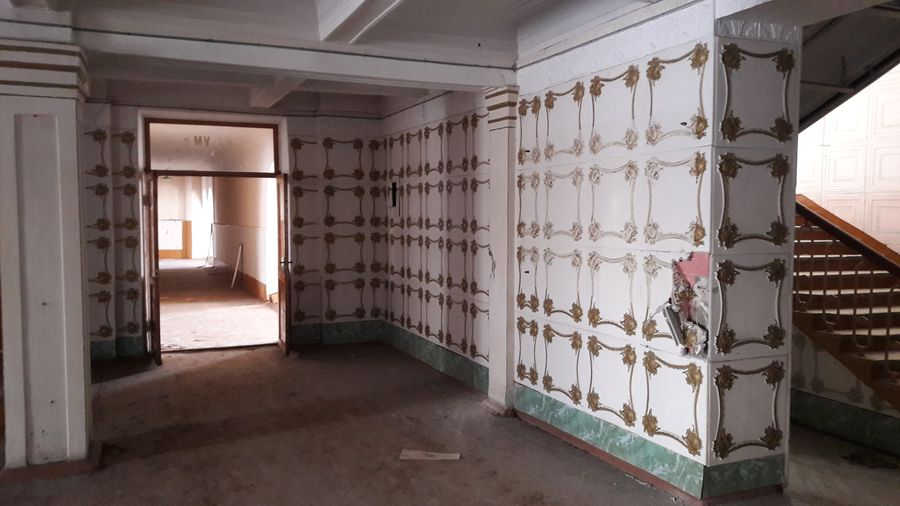
Вход в музей РВВКУС
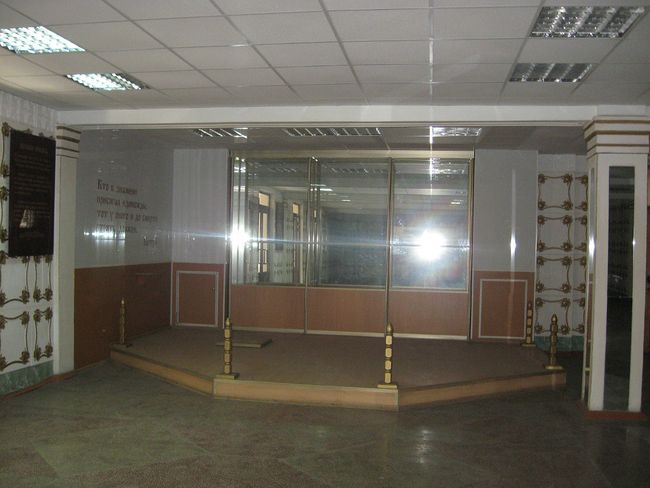
Место расположения Знамени Училища (первые дни после закрытия РВВКУС)
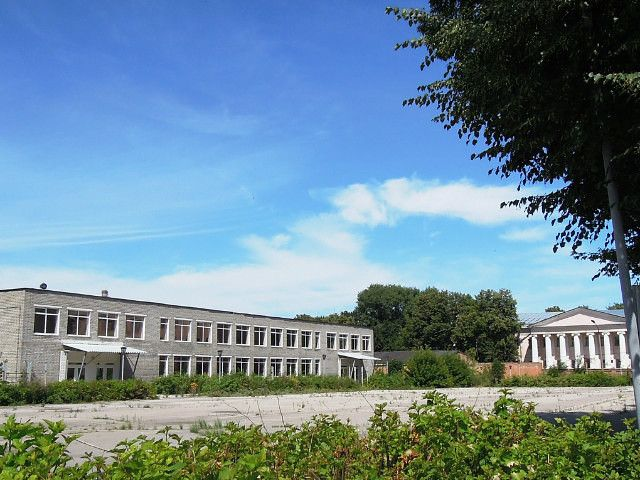
Столовая РВВКУС (вид от стелы)

Здания казарм в течение длительного времени также находились в запустении, однако с 2016, после приватизации, возобновилась эксплуатация зданий, но уже для других целей — в зданиях расположились т. н. частники (организация «Точка кипения» площадка для организации мероприятий), а также региональные министерства и организации. Тем не менее, часть казарм на апрель 2022 года заброшены — они стоят в заброшенном состоянии, с частично разбитыми окнами и полностью вынесенным внутренним интерьером (внутри помещения полная пустота).
«Мелкие» здания пострадали в разной степени — лучше всего сохранился продвещсклад (приватизирован в 2022 году), а также тир. В наихудшем состоянии сохранился буфет. В столовой была нарушена гидроизоляция, в результате чего во время снеготаяния и дождей в здание проникала вода, что неблагоприятно сказалось на внутреннем интерьере помещения — всё (кроме того, что было сделано из бетона, керамики, пластика и частично стали) отсырело и сгнило. Несмотря на это, в здании (до реставрации в 2021 году) сохранилось множество вентиляционных коробов и часть водопроводной системы.
Здание общежития после закрытия РВВКУС было отдано муниципалитету, и тот в свою очередь распределил квартиры среди претендующих на эту жилплощадь.

### В настоящее время
По состоянию на апрель 2022 года, в пятиэтажных корпусах располагаются: в здании 1 — Многофункциональный центр (МФЦ), Главное управление ЗАГС Рязанской области, Территориальный отдел Пенсионного Фонда РФ, Министерство образования и молодёжной политики Рязанской области, Информационно-справочный центр по обслуживанию транспортных карт «УмКА»; в здании 1Б — Ассоциация предпринимателей Рязанской области. В спортзале (отдельное сооружение во дворе, здание было заброшено до 2017-2018 годов) расположены детская футбольная школа и детско-юношеская спортивная школа олимпийского резерва; бывшая столовая (до 2021 года здание было заброшено — отреставрировано в 2021 году): технопарк Аврора.
Здание общежития используется как жилой дом, хоть и частично заброшено.
1 апреля 2022 года в 12:55 на пульт дежурного МЧС поступило сообщение о возгорании здания Училища. Источник возгорания — лекционная аудитория в центре здания на 4 этаже. Пожар распространялся через крышу центрального корпуса на другие аудитории — полностью рухнула металлическая крыша в центре здания, уничтожена лекционная аудитория на 4 этаже, вслед за ней сгорела часть аудиторий кафедр на 4 этаже. Первоначально предполагаемая площадь возгорания составляла 350 м². Пожару был присвоен повышенный номер сложности.
В 16:26 пожар был локализован. В 17:49, по сообщению МЧС РФ, пожар был ликвидирован — площадь возгорания составила более 1000 кв.м.

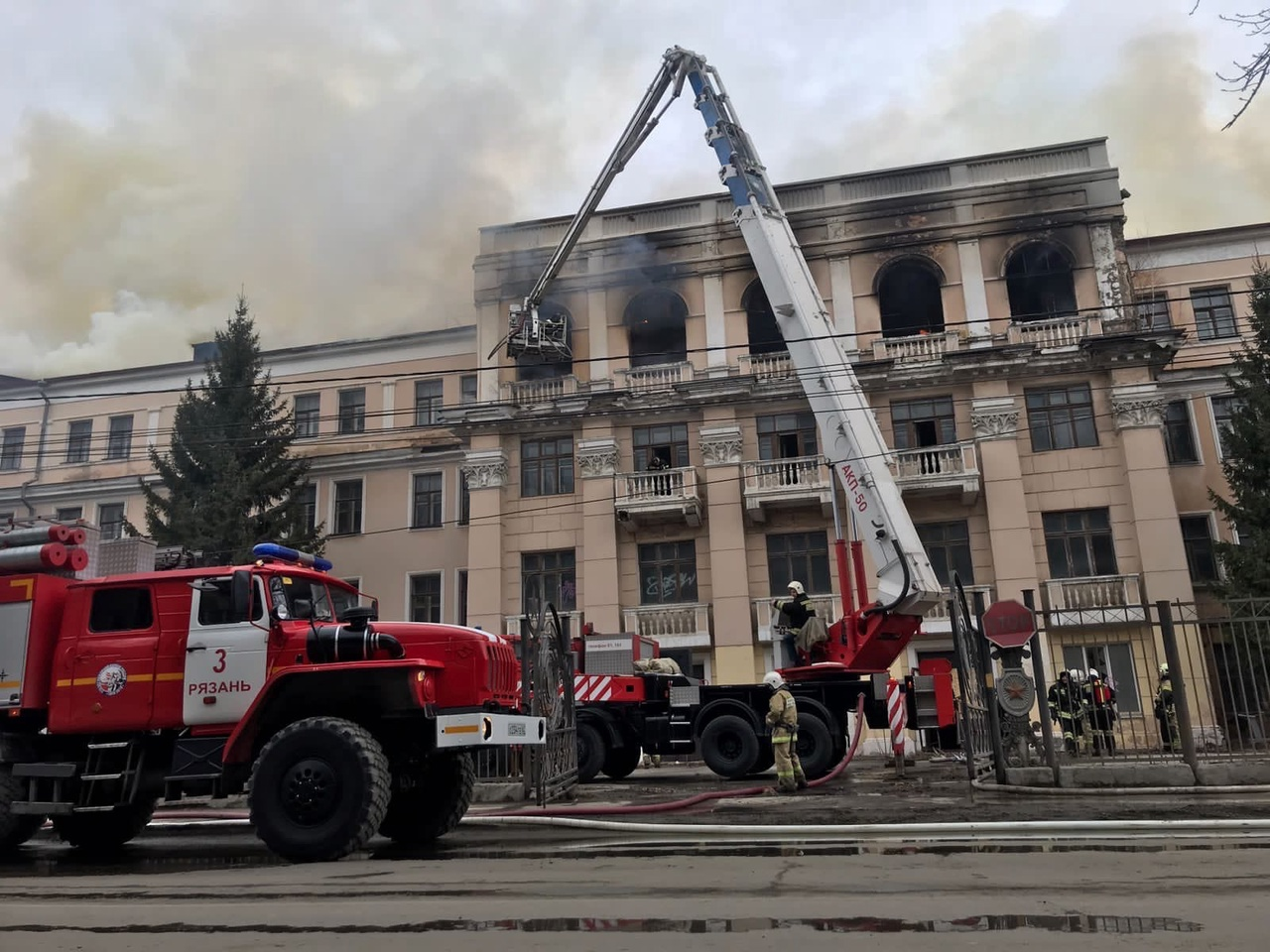
Общий вид на сгоревшее здание - частично сгорел 4 этаж и крыша

## Начальники училища
За всю историю существования училища, его начальниками было 12 человек.
В Горьком:
- 1941—1943 гг. — военный инженер 1-го ранга Н. В. Кузнецов.
- 1943—1945 гг. — полковник В. Е. Селезнёв
- 1945—1948 гг. — генерал-майор Н. П. Акимов
- 1948—1955 гг. — генерал-майор И. Д. Сулима

После передислокации Училища в Рязань:
- 1955—1973 гг. — генерал-майор Ю. М. Бабков
- 1973—1982 гг. — генерал-лейтенант Н. П. Науменко
- 1982—1986 гг. — генерал-майор А. А. Асеев
- 1986—1988 гг. — полковник М. Б. Мажоров
- 1988—1994 гг. — генерал-майор А. В. Рогов
- 1994—2002 гг. — генерал-майор А. И. Охрименко
- 2002[10]—2006 гг. — генерал-майор К. В. Стоян
- 2006—2009 гг. — полковник А. Е. Соловьёв

## Выпускники, удостоенные высоких наград
Более 300 воспитанников училища прошли испытание Афганистаном и Чечнёй, многие участвовали в ликвидации последствий аварии на Чернобыльской АЭС.
- Геннадий Пушкин — 15 июля 1986 года при сопровождении колонны у населенного пункта Газни в Афганистане его взвод попал в засаду. При внезапном нападении Геннадий Пушкин сумел вывести без потерь личный состав из глухого ущелья, из горящего БТР вынес раненого солдата и оказал ему первую помощь. Осколком был смертельно ранен и скончался, не приходя в сознание. Награждён орденом Красной Звезды (посмертно).
- Олег Ильин — в сентябре 2004 года в составе оперативно-боевого подразделения ЦСН ФСБ России участвовал в специальной операции по освобождению заложников, захваченных террористами в бесланской средней школе. Олег Геннадьевич погиб, заслонив собой детей. Удостоен звания Героя Российской Федерации (посмертно).
- Андрей Чирихин — погиб 28 августа 2000 года при проведении операции по зачистке от боевиков населенного пункта Центорой. В ходе операции один из боевиков, прикрываясь женщинами и детьми, открыл огонь из огнестрельного оружия и смертельно ранил А. Чирихина. Награждён Орденом Мужества (посмертно).
- Александр Крамаренко — 4 апреля 1985 года в Афганистане, спасая раненого солдата, подорвался на мине. Скончался от тяжелого ранения. Посмертно награждён орденом Красного Знамени.

В течение многих лет училище формировало собственную Доску Почёта, в которой сохранялись имена наиболее отличившихся курсантов.

## Известные преподаватели и выпускники
- Оспанов, Даулет Рыскулбекович — генерал-майор Вооружённых сил Республики Казахстан. Командующий Аэромобильными войсками с 2011 года.
- Панкин, Виктор Вячеславович — генерал-майор. Начальник кафедры № 2 (тактики и организации связи в общевойсковых соединениях) Военной академии связи им. Маршала Советского Союза С. М. Будённого.
- Стоян, Константин Владимирович — генерал-майор. В период с 2002 по 2006 годы был начальником училища, с 2002 по 2007 годы преподавал.